# Eerste klasse 1996-97 (voetbal België)
Het seizoen 1996/97 van de Belgische Eerste Klasse ging van start op 1 augustus 1996 en eindigde op 25 mei 1997. Lierse SK werd verrassend landskampioen.

## Gepromoveerde teams
Deze teams waren gepromoveerd uit de Tweede Klasse voor de start van het seizoen:
- KSC Lokeren (kampioen in Tweede)
- KRC Genk (tweede in Tweede)
- Excelsior Moeskroen (eindrondewinnaar)

Normaal promoveren slechts twee teams. Na het seizoen 1995/96 hield RFC Seraing echter op te bestaan, en kwam een extra plaats in Eerste Klasse vrij. De twee eerste teams uit Tweede promoveerden daarom rechtstreeks, een derde team promoveerde als winnaar van de eindronde.

## Degraderende teams
Deze teams degradeerden naar Tweede Klasse op het eind van het seizoen:
- KV Mechelen
- Cercle Brugge

## Titelstrijd
Na de winter stonden Club Brugge, Lierse SK en Excelsior Moeskroen bovenaan in de rangschikking, op wisselende plaatsen, maar telkens op slechts enkele puntjes van elkaar. Vanaf maart liet Moeskroen het echter met enkele slechte resultaten afweten, en werd uiteindelijk nog op ruime afstand derde. Club Brugge stond lange tijd aan de leiding met een enkel puntje voorsprong op Lierse, maar kort voor het einde kwam Lierse aan de leiding. Op de 32ste speeldag, twee speeldagen van het einde, telde Lierse twee puntjes voorsprong op Brugge. Lierse verloor echter met 4-2 tegen Sint-Truiden, terwijl Club de derby won van stadsgenoot Cercle met 3-0. Dit betekende dat op de voorlaatste speeldag Club Brugge opnieuw met één puntje voorsprong aan de leiding kwam. Deze voorlaatste speeldag won Lierse met 5-2 van Genk, terwijl het nu Club Brugge was dat verloor, met 2-1 op het veld van Antwerp. Lierse ging zo de laatste speeldag in met twee punten voorsprong, maar maakte het zelf af door met 0-3 te gaan winnen op het veld van Standard. De 1-0 van Club tegen KAA Gent maakte niets meer uit, Lierse haalde de landstitel binnen.

## Europese strijd
Lierse was als landskampioen geplaatst voor de Champions League voorrondes van het volgend seizoen. Ook de tweede plaats van Club Brugge dat de landstitel had gemist gaf toegang tot de UEFA Cup. Moeskroen had enige tijd meegestreden voor de eerste plaats, maar zakte uiteindelijk weg, maar kon zich met een derde plaats toch nog verzekeren van een Europees ticket, net als Anderlecht dat drie punten na Moeskroen vierde was geëindigd. Lommel dat een hele tijd in strijd lag met Anderlecht voor deze positie, eindigde uiteindelijk als 5de op een punt van Anderlecht, en miste een UEFA Cup ticket. Bekerwinnaar Germinal Ekeren zou mogen deelnemen aan de Beker voor Bekerwinnaars.

## Degradatiestrijd
Cercle Brugge eindigde als laatste op vier punten achter KV Mechelen. Mechelen behaalde ook op het seizoenseinde geen goede resultaten en slaagde er niet in het behoud te verzekeren.

## Eindstand
|         |    |                     | P  | W  | G  | V  | +  | -  | DS  | Ptn |
| ------- | -- | ------------------- | -- | -- | -- | -- | -- | -- | --- | --- |
| K (CL)  | 1  | Lierse              | 34 | 21 | 10 | 3  | 70 | 38 | 32  | 73  |
| (UEFA)  | 2  | Club Brugge         | 34 | 22 | 5  | 7  | 69 | 34 | 35  | 71  |
| (UEFA)  | 3  | Excelsior Moeskroen | 34 | 17 | 10 | 7  | 60 | 38 | 22  | 61  |
| (UEFA)  | 4  | RSC Anderlecht      | 34 | 16 | 10 | 8  | 59 | 36 | 23  | 58  |
|         | 5  | Lommel              | 34 | 16 | 9  | 9  | 50 | 48 | 2   | 57  |
|         | 6  | Antwerp             | 34 | 16 | 5  | 13 | 51 | 49 | 2   | 53  |
|         | 7  | Standard            | 34 | 16 | 2  | 16 | 55 | 55 | 0   | 50  |
|         | 8  | Genk                | 34 | 13 | 9  | 12 | 49 | 43 | 6   | 48  |
|         | 9  | Harelbeke           | 34 | 12 | 11 | 11 | 50 | 42 | 8   | 47  |
| (beker) | 10 | Germinal Ekeren     | 34 | 13 | 7  | 14 | 56 | 57 | −1  | 46  |
|         | 11 | Sint-Truiden        | 34 | 10 | 9  | 15 | 46 | 56 | −10 | 39  |
|         | 12 | Lokeren             | 34 | 10 | 8  | 16 | 41 | 57 | −16 | 38  |
|         | 13 | Charleroi           | 34 | 10 | 7  | 17 | 44 | 58 | −14 | 37  |
|         | 14 | KAA Gent            | 34 | 10 | 6  | 18 | 44 | 58 | −14 | 36  |
|         | 15 | Eendracht Aalst     | 34 | 8  | 12 | 14 | 44 | 55 | −11 | 36  |
|         | 16 | RWDM                | 34 | 8  | 11 | 15 | 32 | 43 | −11 | 35  |
| D       | 17 | KV Mechelen         | 34 | 7  | 10 | 17 | 33 | 55 | −22 | 31  |
| D       | 18 | Cercle Brugge       | 34 | 6  | 9  | 19 | 36 | 67 | −31 | 27  |

P: wedstrijden gespeeld, W: wedstrijden gewonnen, G: gelijke spelen, V: wedstrijden verloren, +: gescoorde doelpunten, -: doelpunten tegen, DS: doelsaldo, Ptn: totaal punten
K: kampioen, D: degradeert, (beker): bekerwinnaar, (CL): geplaatst voor Champions League, (UEFA): geplaatst voor UEFA-beker

## Topscorers
| Scorer          | Goals | Team          | Land      |
| --------------- | ----- | ------------- | --------- |
| Robert Špehar   | 26    | Club Brugge   | Kroatië   |
| Piet Verschelde | 20    | KRC Harelbeke | België    |
| Bart Goor       | 18    | KRC Genk      | België    |
| Gábor Torma     | 18    | Cercle Brugge | Hongarije |
| Eric Van Meir   | 16    | Lierse SK     | België    |
| Nordin Jbari    | 14    | KAA Gent      | België    |

## Individuele prijzen
- Gouden Schoen:  Franky Van der Elst (Club Brugge)
- Profvoetballer van het Jaar:  Pär Zetterberg (RSC Anderlecht)
- Trainer van het Jaar:  Eric Gerets (Lierse SK)
- Keeper van het Jaar:  Stanley Menzo (Lierse SK)
- Scheidsrechter van het Jaar:  Frans Van Den Wijngaert
- Ebbenhouten Schoen:  Émile Mpenza (Excelsior Moeskroen)
- Jonge Profvoetballer van het Jaar:  Émile Mpenza (Excelsior Moeskroen)

1895/96 · 1896/97 · 1897/98 · 1898/99 · 1899/00 · 1900/01 · 1901/02 · 1902/03 · 1903/04 · 1904/05 · 1905/06 · 1906/07 · 1907/08 · 1908/09 · 1909/10 · 1910/11 · 1911/12 · 1912/13 · 1913/14 · 1914/15 · 1915/16 · 1916/17 · 1917/18 · 1918/19 · 
1919/20 · 1920/21 · 1921/22 · 1922/23 · 1923/24 · 1924/25 · 1925/26 · 1926/27 · 1927/28 · 1928/29 · 1929/30 · 1930/31 · 1931/32 · 1932/33 · 1933/34 · 1934/35 · 1935/36 · 1936/37 · 1937/38 · 1938/39 · 1939/40 · 1940/41 · 1941/42 · 1942/43 · 1943/44 · 1944/45 · 1945/46 · 1946/47 · 1947/48 · 1948/49 · 1949/50 · 1950/51 · 1951/52 · 1952/53 · 1953/54 · 1954/55 · 1955/56 · 1956/57 · 1957/58 · 1958/59 · 1959/60 · 1960/61 · 1961/62 · 1962/63 · 1963/64 · 1964/65 · 1965/66 · 1966/67 · 1967/68 · 1968/69 · 1969/70 · 1970/71 · 1971/72 · 1972/73 · 1973/74 · 1974/75 · 1975/76 · 1976/77 · 1977/78 · 1978/79 · 1979/80 · 1980/81 · 1981/82 · 1982/83 · 1983/84 · 1984/85 · 1985/86 · 1986/87 · 1987/88 · 1988/89 · 1989/90 · 1990/91 · 1991/92 · 1992/93 · 1993/94 · 1994/95 · 1995/96 · 1996/97 · 1997/98 · 1998/99 · 1999/00 · 2000/01 · 2001/02 · 2002/03 · 2003/04 · 2004/05 · 2005/06 · 2006/07 · 2007/08 · 2008/09 · 2009/10 · 2010/11 · 2011/12 · 2012/13 · 2013/14 · 2014/15 · 2015/16 · 2016/17 · 2017/18 · 2018/19 · 2019/20 · 2020/21· 2021/22 · 2022/23 · 2023/24 · 2024/25